# Kirchbichl (Austria)
Kirchbichl – gmina w zachodniej Austrii, w kraju związkowym Tyrol, w powiecie Kufstein. Liczy 5539 mieszkańców (1 stycznia 2015).